# Норми амортизації
Норми амортизації (рос. нормы амортизации; англ. depreciation rates, нім. Dämpfungsnormen f pl, Stossdämpfungsnormen f pl, Abschwächungsnormen f pl) — розмір амортизаційних відрахувань, виражений у відсотках до початкової вартості основних фондів.
У деяких галузях промисловості, специфічні умови яких не дають можливості обчислювати амортизаційні відрахування в процентах до вартості основних фондів, Н.а. встановлюють до якоїсь іншої бази. Так, у нафтовидобувній, гірничовидобувній, вугільній промисловості, у промисловості нерудних матеріалів та ін. Н.а. визначають у гривнях на тонну видобутих копалин. Н.а. складається з двох частин: для повного відновлення (реновації) та на капітальний ремонт і модернізацію основних фондів. Н.а. періодично уточнюють і змінюють.